# La via degli angeli
La via degli angeli è un film commedia italiano del 1999 diretto da Pupi Avati.

## Trama
Bologna, anni venti. Ines, una giovane ragazza, subito dopo aver conseguito un diploma di dattilografa prende servizio presso il negozio di un antiquario che, a parole, le promette un lauto stipendio. Qui vede Angelo, il figlio del proprietario, sedurre le sue conquiste incurante della presenza di lei, di cui pare non accorgersi.
A luglio, Ines e sua madre vanno a trascorrere le vacanze a Sasso, dove vivono la nonna, i cugini e le cugine della ragazza. Come tutti gli anni nel periodo estivo, in una balera della zona viene organizzata una festa di ballo che è un pretesto perché le ragazze da marito e i celibi possano socializzare, sperando di combinare un incontro o addirittura un matrimonio. Loris, il proprietario del locale, e suo fratello vivono con i proventi di questo evento, gratuito per le donne e a pagamento per gli uomini. L'iscrizione comprende vari servizi, come la possibilità di usufruire di un trattamento igienico personale, con barbiere, toilette e bagni, e lezioni di ballo. Il fratello di Loris passa quindi ogni anno nel circondario, andando su e giù per i colli, a raccogliere le iscrizioni e i relativi contributi dei partecipanti.
Ines, con le cugine, va a casa di Enrichetta Simony, una ricca vedova, e qui conosce Gabriella, che la coinvolge nel battere a macchina un romanzo che sta scrivendo e che racconta le tresche amorose della cognata Enrichetta con vari personaggi famosi.
Il fratello di Loris, nel frattempo, è colto da infarto proprio davanti alla casa del dottor Nello Apicella, che si rifiuta di curarlo, dicendo che aspetta da moltissimi anni che la cosa accada. Forzatamente viene costretto ad accoglierlo nel proprio ambulatorio. Durante la notte, il fratello di Loris rivela a Nello di sapere dove si trova Martina, la moglie che il dottore aveva incontrato proprio in uno dei balli da lui organizzati e da cui era stato abbandonato dopo il matrimonio. Il fratello di Loris è disposto a rivelarglielo purché il dottore lo curi. Il dottore acconsente e il paziente guarisce, ma dovrà cambiare presto vita, se vuole rimanere in salute.
Il giorno della festa, Ines rimane a casa, indecisa, fino a che non riceve la notizia che è arrivato Angelo, invitato da Enrichetta. Quando quest'ultima si allontana per lasciarli soli, Ines, timidamente, rivela il suo amore ad Angelo.
La festa si rivela un fiasco per quasi tutti: Nello non incontra Martina, il fratello di Loris muore per un secondo infarto, solo pochi scapoli trovano una compagna. Una voce fuori campo informa che Ines sposerà Angelo.

## Riconoscimenti
- 2000 - Montréal World Film Festival
  - Miglior sceneggiatura

- Candidature:
- Ciak d'oro 2000:
  - Katia Dottori (migliori costumi)
- Nastri d'argento 2000:
  - Valentina Cervi (migliore attrice protagonista)
  - Gianni Cavina (miglior attore protagonista)
  - Antonio e Pupi Avati (miglior sceneggiatura)
- Globi d'oro 2000:
  - Gianni Cavina (migliore attore)
  - Antonio e Pupi Avati (migliore sceneggiatura)
  - Cesare Bastelli (migliore direttore della fotografia)